# Les Fruits de l'hiver
Les Fruits de l'hiver est un roman de Bernard Clavel publié en 1968 et ayant obtenu le prix Goncourt la même année. Il s'agit du dernier tome de son cycle La Grande Patience paru quatre ans après les trois premiers tomes (1962-1964).

## Historique
Après l'obtention du Grand Prix de la Ville de Paris, le prix Goncourt est décerné au roman, opposé à Le Maître de maison de François Nourissier — soutenu par Louis Aragon qui démissionnera du jury à l'issue de la proclamation du prix moins d'un an après son admission — à égalité de voix mais récompensé à la faveur de la double voix du président du jury.

## Résumé
Les Fruits de l'hiver est le roman de l'Occupation et de la violence, de la vieillesse triste et solitaire des parents Dubois.
Les années terribles de la guerre s'achèvent enfin à l'issue de ce dernier et quatrième tome du cycle La Grande Patience. Les derniers temps ont été particulièrement durs pour les parents de Julien Dubois, même si la solidarité entre les plus pauvres les a soulagés. La mère se débrouille comme elle peut, le père grogne, s'occupe de son petit jardin et recommence à faire son pain.
Maintenant, ils sont âgés et usés par une longue vie de travail et de privations. Ils n'ont aucune nouvelle de ce fils prodigue qui a couru à travers la France. Ils se font beaucoup de soucis, restreints à leur petit univers entre la maison, le hangar et le petit jardin, sans vraiment s'occuper de ce qui se passe autour d'eux, dans ce monde en plein bouleversement, à Lons-le-Saunier où la Résistance essuie un sanglant échec.
Julien finit quand même par revenir avec une jeune femme qui porte leur enfant. Mais c'est trop tard pour eux, comme le monde qu'ils ont connu, ils s'apprêtent à disparaître, laissant à Julien un remords qui le poursuivra toujours.

## Éditions
- Les Fruits de l'hiver, Éditions Robert Laffont, 1968,  (ISBN 2-221-09071-3)
- Les Fruits de l'hiver, La Grande Patience, tome 4, coll. Pocket no 10425, 1968, rééd. 1998
- Les Fruits de l'hiver, La Grande Patience, tome 4, coll. J'ai lu n° 525, 1997,  (ISBN 2-290-10525-2), rééd. 1999,